# Championnats du monde juniors de ski alpin 2006
Les Championnats du monde juniors de ski alpin 2006 se sont déroulés entre le 2 et le 7 mars 2006 au Québec (Canada). Le Massif (épreuves de descente et de super-G) et le Mont Sainte-Anne (slalom, slalom géant et combiné) se sont partagé l'organisation des compétitions.

## Podiums

### Hommes
| Épreuves | Or                   | Argent          | Bronze           |
| -------- | -------------------- | --------------- | ---------------- |
| Descente | Christopher Beckmann | Romed Baumann   | Stefan Guay      |
| Super G  | Michael Sablatnik    | Gasper Markic   | Andrew Weibrecht |
| Géant    | Stefan Guay          | Petteri Kantola | Carlo Janka      |
| Slalom   | Mikkel Bjoerge       | Romed Baumann   | Sandro Viletta   |

### Femmes
| Épreuves | Or                     | Argent             | Bronze           |
| -------- | ---------------------- | ------------------ | ---------------- |
| Descente | Marianne Abderhalden   | Anna Fenninger     | Aurélie Revillet |
| Géant    | Tina Weirather         | Carolin Fernsebner | Eva-Maria Brem   |
| Super G  | Anna Fenninger         | Camilla Borsotti   | Hilary Longhini  |
| Slalom   | Maria Pietilae-Holmner | Kathrin Triendl    | Nina Loeseth     |